# Bus (Datenverarbeitung)

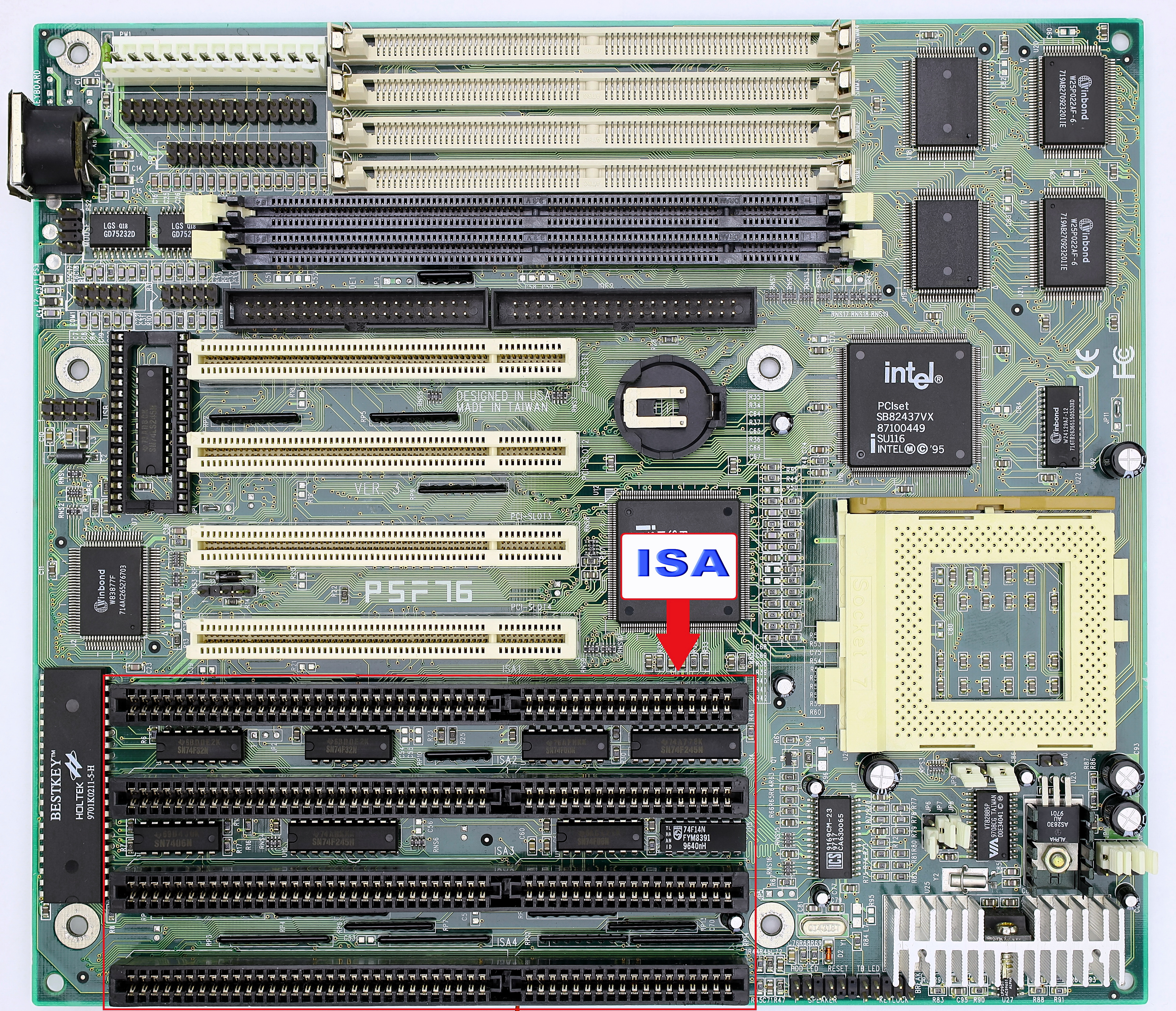
Älteres PC-Mainboard mit typischen Bus-Steckplätzen für RAM-Speicherriegel (oben Mitte) sowie ISA- und PCI-Steckkarten (schwarz bzw. weiß, von unten li.)

Ein Bus ist ein System zur Datenübertragung zwischen mehreren Teilnehmern über einen gemeinsamen Übertragungsweg. Findet eine momentane Datenübertragung zwischen zwei Teilnehmern statt, so müssen die übrigen Teilnehmer zur selben Zeit schweigen, da sie sonst stören würden. Die Zeit der Sprechberechtigung wird nach einem allen Teilnehmern bekannten (Zeit- oder Signal-)Schema verteilt. Das Zuhören ist nicht eingeschränkt. Umgangssprachlich werden mitunter – oft aus historischen Gründen – auch Datenübertragungssysteme als „Bus“ bezeichnet, die technisch eigentlich eine andere Topologie besitzen.

## Etymologie
Für Herkunft und ursprüngliche Bedeutung des Wortes „Bus“ gibt es verschiedene Erklärungen.
- Eine Deutung des Begriffs stützt sich mangels schriftlicher Quellen auf die Erinnerung von Ingenieuren, die in den 1970er Jahren und früher mit BUS-Systemen befasst waren. Der Begriff stamme demnach aus der in Schaltplänen verwendeten Abkürzung „BU“ für Back (mounted) Panel Unit, womit man in 19-Zoll-Racks eine Komponente bezeichnet, die an die Rückwand des Einschubs montiert ist. BUS bezeichne dann entsprechend Back Panel Unit Sockets für an die Rückwand montierte Steckplätze. Entsprechend leite sich auch der englische Begriff busbar ab, was so viel wie Sammelschiene bedeutet.

- Gelegentlich wird für die Begriffsherkunft ein Zusammenhang mit dem Omnibus vermutet.

- Teilweise wurden auch Theorien über Backronyme geäußert. Die Abkürzung Bus stehe demnach für Binary Unit System.

## Grundbegriffe
Frühere Busse waren tatsächlich nur parallele Stromschienen mit mehreren Anschlüssen. Aus dieser Zeit (ab 1898) stammen die englischen Bezeichnungen omnibus bar und abgekürzt bus bar für solche Sammelschienen (power rail). Üblich ist die Bezeichnung Bus für Sammelschienen bei den elektrischen Anlagen von Flugzeugen bis heute, wobei man vor allem zwischen AC-Bus (Wechselspannung) und DC-Bus unterscheidet. Diese Bezeichnung wurde wohl für Daten-Sammelleitungen (Datenbusse) übernommen, die Informationen an die angeschlossenen Teilnehmer weitergeben.
An den Signaladern, auf denen (ggf. synchronisiert) Informationen übertragen werden können, können mehrere kommunizierende Komponenten angeschlossen sein. Die an einem Bus angeschlossenen Komponenten werden auch als Knoten oder Busteilnehmer bezeichnet.

### Parallel und seriell
Es lassen sich grundsätzlich parallele von seriellen Bussen unterscheiden:
Bei einem seriellen Bus wird die zu übertragende Information in ihre kleinsten Einheiten (z. B. einzelne Bit) aufgeteilt. Diese werden über nur eine Signalleitung nacheinander gesendet.
Bei einem parallelen Bus gibt es mehrere Signalleitungen, z. B. 8, sodass immer ein Informationspaket (hier z. B. 1 Byte) gleichzeitig gesendet werden kann. Die Signalleitungen müssen im selben Takt bleiben und gleich lange Signallaufzeiten besitzen; durch ihren gemeinsamen Verlauf droht Übersprechen.
Ein paralleler Bus besteht im Wesentlichen aus einer Anzahl nebeneinander verlaufender Signaladern, auf denen synchronisiert Informationen übertragen werden können und an denen mehrere Komponenten angeschlossen sind. Die Anzahl der nebeneinander verlaufenden Leitungen nennt man auch Breite des Busses – sie ist im Allgemeinen gleich der Anzahl der Bits, die ein Bus gleichzeitig übertragen kann.

### Master und Slave, Initiator und Target
Knoten, die selbständig einen Kommunikationsablauf auf dem Bus initiieren dürfen (unaufgefordert Daten an andere Knoten senden), bezeichnet man als aktive Knoten oder Master, die anderen Knoten sind passive Knoten, auch Slave genannt – solche Knoten dürfen nur auf Anfragen antworten.
Ein Bus, der mehrere Master-Knoten erlaubt, heißt Multimaster-Bus. Bei einem Multimaster-Bus ist eine zentrale oder dezentrale Busvermittlung notwendig, die gewährleistet, dass zu jedem Zeitpunkt jeweils nur ein Master die Bus-Herrschaft besitzt. Dies ist notwendig, da durch gleichzeitige schreibende Zugriffe auf den Bus nicht nur Daten verloren gehen können, sondern auch die Hardware beschädigt werden könnte. Bei einer zentralen Busvermittlung wird der Buszugriff von einer speziellen Komponente gesteuert, die Bus-Arbiter genannt wird. Derjenige Knoten, der einen Zugriff auf den Bus initiiert, heißt Initiator, das Ziel eines solchen (lesenden oder schreibenden) Zugriffes heißt Target.
Manche Busse bieten für die Slave-Knoten eine gesonderte Signalleitung, auf der ein Slave dem Master ein Signal-Bit senden kann, dass ein Slave abgefragt werden möchte.

### Verwendungsart
Je nach Verwendungsart unterscheidet man Systembusse, Speicherbusse, Peripheriebusse und Ein-/Ausgabebusse.

## Bus-Strukturen

### Signalreflexion und Terminierung
Ob etwas funktionell/signaltechnisch ein Bus ist, hängt nicht zwingend von der physischen Topologie ab.
Da auf Bussystemen oft sehr hochfrequente elektrische Signale übertragen werden, können an Verzweigungen und Enden des Übertragungsmediums auftretende Reflexionen nicht vernachlässigt werden; sie können zur Auslöschung der Signale durch Interferenz an bestimmten Stellen und damit zur Fehlfunktion des gesamten Systems führen. Deshalb ist ein im Wesentlichen eindimensionaler elektrischer Leiter als Übertragungsmedium signaltechnisch günstig und am häufigsten anzutreffen (Beispiel SCSI). Hier lassen sich Reflexionen an den Leitungsenden durch Terminierung einfach verhindern.
Terminierung durch einen einfachen Abschlusswiderstand verursacht eine hohe Verlustleistung, ein alternatives RC-Glied verursacht einen schwankenden Ruhepegel. Aufwendiger ist die aktive Terminierung, die den Ruhepegel durch einen Spannungsregler vorgibt.

### Multiplexing
Da Adress- und Datenbusse auf einer Leiterplatte eine große Anzahl gleichartiger Leiterbahnen benötigen, verbraucht dies einerseits viel Platz und benötigt entsprechend viele Pins an den Bausteinen, andererseits kann das auch elektrische Probleme wie Übersprechen vergrößern. Deshalb gibt es als eine Lösung den Ansatz, diese Anzahl zu halbieren, indem man die Information in zwei Hälften aufteilt: die höherwertigen Bits und die niederwertigen. Diese beiden Gruppen sendet man nacheinander in zwei Busphasen: in einer sendet man die eine Hälfte und in einer anderen die andere Hälfte der Signale über dieselben Leitungen (Multiplexbus). Ein zusätzlicher Steuerpin muss dann diese Busphasen kennzeichnen. Es handelt sich also um ein Zeitmultiplex-Verfahren. Das wurde in der Praxis z. B. beim Adressbus des 8080-Prozessors so gemacht, und bei dynamischen RAMs (DRAMs) führt das zu den RAS- und CAS-Zyklen.

## Bus als Teil des Computers
In der Computerarchitektur ist ein Bus ein Untersystem, das Daten oder Energie zwischen Computerbestandteilen innerhalb eines Computers oder zwischen verschiedenen Computern überträgt. Anders als bei einem Anschluss, bei dem ein Gerät mit einem anderen über eine oder mehrere Leitungen verbunden ist (Point-to-Point-Verbindung), kann ein Bus mehrere Peripheriegeräte über den gleichen Satz von Leitungen miteinander verbinden.
Moderne Computerbusse können sowohl parallel, als auch bit-seriell verwendet werden. Während bei der eigentlichen Netz-Topologie der klassischen Bus-Leitung alle Teilnehmer nebeneinander am Bus hängen, können durch geeignete Kontaktierungen Knoten in einer kettenförmigen Anordnung hintereinander geschaltet werden. Neben der Netzwerktopologie auf der physikalischen Ebene kann ein busähnliches Verhalten auch durch entsprechende Implementierungen nachgebildet werden (vgl. höhere Übertragungsebenen im OSI-Modell).
Die meisten Computer haben interne und externe Busse. Ein interner Bus schließt interne Bestandteile eines Computers an die Hauptplatine an, beispielsweise die Verbindung zwischen CPU und dem Arbeitsspeicher. Ein solcher interner Bus wird auch als lokaler Bus bezeichnet, weil er dafür gedacht ist, im Computer selbst vorhandene Geräte zu verbinden, und nicht mit solchen in anderen Computern oder mit externen. Ein externer Bus schließt demgemäß externe Peripherie an die Hauptplatine an.
Aus historischen Gründen werden heute mitunter auch interne Verbindungssysteme als „Bussystem“ bezeichnet, die keinen topologischen Bus-Aufbau besitzen – meist, weil die Vorgänger-Systeme topologisch noch echte Bus-Systeme waren. Beispielsweise wird PCIe oft als Bussystem bezeichnet (PCI war ein echter Bus), obwohl es topologisch ein Punkt-zu-Punkt-System ist.

## Adressierungsverfahren
Ein Bussystem ist immer so organisiert, dass zu einem bestimmten Zeitpunkt nur ein einzelner Knoten Daten auf den Bus ausgibt (bzw. Probleme bei zeitgleichem Schreiben gelöst werden). In den allermeisten Fällen sollen die Daten zu einem bestimmten anderen Knoten transportiert und von diesem weiterverarbeitet werden. (Nur in seltenen Fällen verwerten mehrere Empfangsknoten gleichzeitig die gesendeten Daten, beispielsweise bei den CAN-Bussen eines Automobils oder bei Broadcast-Nachrichten). Zur Identifizierung des Zielknotens wird eine Adressierung vorgenommen, oft über den eigens dafür eingerichteten Adressbus.
Busse unterscheiden sich in der Art, wie einzelne Knoten adressiert werden. Sowohl für parallele als auch für serielle Busse gibt es eine Reihe typischer Verfahren.

### Adressierung in Parallelbussystemen
Ein einfaches Adressierungsschema sieht wie folgt aus: Lediglich eine einzige Komponente ist ein Busmaster (in der Regel ist dies der Prozessor), alle anderen sind passiv. Für jeden angebundenen Slave gibt es eine Select-Leitung, über die der Master diesen Slave zu seinem Kommunikationspartner erklärt. Die eigentlichen Daten werden anschließend über einen separaten Datenbus gesendet. Dieses Verfahren wird beispielsweise bei SPI angewendet.
Wenn jede angeschlossene Komponente über einen eigenen Adressdekoder verfügt, kann statt {\displaystyle n} separaten Select-Leitungen eine „Slave-Gerätenummer“ übertragen werden, wofür nur {\displaystyle \lceil \log _{2}(n)\rceil } Leitungen notwendig sind. Die einzelnen Adressdekoder entscheiden dann anhand der angelegten Gerätenummer unabhängig voneinander, ob ihre Komponente die gemeinte ist oder nicht. Dieses Verfahren wird beispielsweise bei dem ISA- oder XT-Bus angewendet. Beispiel: Für n = 32 mögliche Geräte wären anstatt 32 Select-Leitungen nur 5 Adressleitungen notwendig, weil 25 = 32.
Ein anderes Prinzip arbeitet ohne eigene Adressleitungen. Entsprechend dem weiter oben dargestellten Multiplexing wird zunächst die Adresse über die Leitungen übertragen. Nun kann (wie oben beschrieben) beispielsweise per Adressdekoder eine Adressierung stattfinden – wobei sich nun die beteiligten Partner merken müssen, ob sie angesprochen sind, da die Leitungen nach Ende der Adress-Phase anderweitig verwendet werden – zur Datenübertragung – und somit die Adresse nicht mehr auf dem Bus zur Verfügung steht. Normalerweise gibt es eine gesonderte Steuerleitung, die anzeigt, ob gerade eine Adresse oder ein Datenwort auf den Signalleitungen anliegt. Dieses Verfahren wird beispielsweise bei dem I²C- oder PCI-Bus angewendet.
Eine Abwandlung hiervon wird beim SCSI-Bus benutzt. Vor der Adressierung (im SCSI-Jargon Selection Phase genannt) erfolgt eine Arbitration Phase. Dabei meldet sich jede Komponente, die den Bus benutzen will, indem sie die Datenleitung, die ihrer Adresse (SCSI-ID) entspricht, mit '1' belegt. Dadurch wird zwar die Anzahl der möglichen Adressen auf die Anzahl der parallelen Busleitungen beschränkt (gegenüber {\displaystyle 2^{n}} beim nichtgemultiplexten Adressbus mit {\displaystyle n} Leitungen), dafür kann jedoch ein Buskonflikt recht einfach vermieden werden, also die Situation, dass mehrere Komponenten gleichzeitig den Bus benutzen wollen: Bei SCSI hat das Gerät mit der höchsten Adresse die höchste Priorität und wird nun zum Busmaster (Initiator).
Die beschriebenen Verfahren können auch miteinander kombiniert werden. Darüber hinaus ist zu beachten, dass reale Bustopologien in der Regel weit komplexer sind als die hier angenommenen. So werden in einem Rechensystem in der Regel verschiedene Bustypen zu einer Bushierarchie miteinander verbunden, die sich in der Art der Adressierung unterscheiden und über Brücken miteinander gekoppelt sind. Derartige Brücken sind in der Lage, die Adressierung von einem Busprotokoll in das andere zu übersetzen. Auch spezielle Adressierungs-Aspekte von Multimaster-Bussen wurden hier nicht berücksichtigt.

### Adressierung in seriellen Bussystemen
Die auf seriellen Bussen übertragenen Daten lassen sich als Datenpakete (oder auch Telegramme) betrachten, die in mehrere Felder unterteilt sind. Ein Datenpaket enthält mindestens die Empfänger-Adresse und die zu übertragenden Daten. Angeschlossene Komponenten betrachten das Empfängerfeld und entscheiden dann, ob sie das Paket verarbeiten oder verwerfen.

## Busmastering
Busmastering bedeutet, dass der Prozessor eines Computersystems zeitweilig die Kontrolle über den Bus an eine Adapterkarte, den sogenannten Busmaster, abgibt. Dieser Busmaster adressiert in der Folge selbständig Speicher und IO-Bereiche zum Zweck des Datentransfers. Der Busmaster operiert also als eine Art Bridge bzw. wie eine eigenständige CPU. Während also solch ein sekundärer Prozessor den peripheren Bus beherrscht, ist die CPU meist in der Lage andere Arbeiten im System auszuführen, sofern die dafür nötigen Ressourcen im Zugriff sind. Meist ist der Bus zum Speicher hin noch teilweise nutzbar, es herrscht also Time-Sharing. Dies macht sich insbesondere bei modernen Multitasking-Betriebssystemen durchaus positiv in der Reaktionsfähigkeit bemerkbar, wobei die Busmaster-Aktivität oftmals über ein Interrupt-Signal mit dem Betriebssystem verkoppelt ist. Die Adapterkarte hat dabei den Sinn, bestimmte Aufgaben asynchron zu anderen Tasks zu bedienen.
Beschränkt man sich beim Bus-Mastering nicht auf Busse an der CPU eines Computers, gibt es im Bereich der Rechnernetze noch weitere Methoden zum Bus-Arbiting:
- Beim Token-Passing hält der jeweils aktive Busmaster ein sogenanntes Token, das nichts anderes als eine Merkvariable (Flag) ist. Hat er seine Sendung abgeschlossen, reicht er dieses Token an einen bestimmten Nachbarn auf dem Bus (im Rechnernetz) weiter. Das wird vor allem in Ringbussen angewandt. Wenn man es physikalisch nicht mit einem Ringbus zu tun hat, ist es Software-Angelegenheit, die potenziellen Busteilnehmer in eine wohldefinierte und allen bekannte Reihenfolge zu bringen.
- Andere Busse (Beispiel: CAN oder Ethernet) sind von vornherein darauf vorbereitet, dass es zu Kollisionen mehrerer Teilnehmer kommen kann, die gleichzeitig zu senden versuchen. Es ist dann deren zusätzliche Aufgabe, solche Kollisionen zu erkennen (collision detection) und sinnvoll zu reagieren. Es gehört zur Definition des jeweiligen Busses oder Rechnernetzes, letztere Strategie festzulegen. Es ist offensichtlich, dass so eine Methode auch für drahtlose Funkverbindungen anwendbar ist, entsprechend wird es auch eingesetzt.

## Geschichtliche Entwicklung

### Erste Generation
Speicher und andere Geräte wurden am Bus an den gleichen Adressen und Datenstiften angebracht, die die CPU selbst benutzt, und zwar durch parallelen Anschluss. Die Kommunikation wurde durch die CPU gesteuert, die die Daten von den Geräten und die Blöcke aus dem Speicher liest. Alles wurde dabei durch einen zentralen Zeitgeber getaktet, der die Arbeitsgeschwindigkeit der CPU steuerte. Angeschlossene Geräte zeigten der CPU, dass sie Daten senden oder empfangen wollen, indem sie auf anderen CPU-Stiften ein Signal sendeten, was gewöhnlich durch eine Form von Interrupt geschah. Zum Beispiel hat ein Laufwerkscontroller (siehe Controller) der CPU signalisiert, dass neue Daten bereit waren gelesen zu werden, worauf die CPU die Daten verschob, indem sie den Speicher an dem Anschluss las, der dem Laufwerk entsprach. Fast alle frühen Computer wurden auf diese Weise zusammengesetzt, beginnend mit dem S-100-Bus im Altair und bis hin zum IBM-PC in den 1980ern.
Diese „erste Generation“ von Bussystemen litt jedoch unter dem gravierenden Nachteil, dass alles auf dem Bus mit der gleichen Geschwindigkeit arbeitet und alle Geräte sich einen einzelnen Taktgeber teilen mussten. Die Arbeitsgeschwindigkeit der CPU zu erhöhen war nicht einfach, weil man die Geschwindigkeit aller angeschlossenen Geräte ebenfalls steigern musste. Dies führte zu der seltsamen Situation, dass sehr schnelle CPUs gedrosselt werden mussten, um mit anderen Geräten im Computer kommunizieren zu können. Ein anderes Problem war, dass die CPU für alle Operationen benötigt wurde, und so, wenn sie mit anderen Aufgaben beschäftigt war, der reale Datendurchsatz des Busses drastisch darunter zu leiden hatte. Ein anderes praktisches Problem war, dass diese frühen Bussysteme schwierig zusammenzustellen waren, da sie viele Jumper erforderten, um die verschiedenen Betriebsparameter einzustellen.

### Zweite Generation
Bussysteme der „zweiten Generation“ wie NuBus waren auf die Lösung einiger dieser Probleme gerichtet. Sie teilten den Computer gewöhnlich in zwei „Welten“, die CPU und den Speicher auf der einen Seite und die anzuschließenden Geräte auf der anderen, mit einem Buscontroller dazwischen. Dies erlaubte es, die Geschwindigkeit der CPU zu erhöhen, ohne den Bus zu beeinflussen. Dadurch wurde auch viel von der Belastung für das Verschieben der Daten aus der CPU heraus und in die Karten und den Controller verringert, weil Geräte über den Bus ohne Einschaltung der CPU miteinander sprechen konnten. Dieses führte zu viel besserer tatsächlicher Leistung in der Praxis, erforderte aber auch eine viel höhere Komplexität der im Computer installierten Geräte. Weiter gingen diese Bussysteme das Geschwindigkeitsproblem an, indem sie einfach einen größeren Datentransportweg wählten, und so von den 8-bit parallelen Bussen der ersten Generation zu 16 oder 32-bit in der zweiten übergingen. Eine weitere Verbesserung bestand darin, dass Softwareeinstellungen hinzugefügt wurden, die die Zahl der Jumper reduzierten oder diese ersetzten.
Gleichwohl hatten die neueren Systeme eine negative Eigenschaft, die sie mit ihren früheren Vettern teilten: alles, was am Bus hing (außer der CPU), musste mit der gleichen Geschwindigkeit arbeiten. Da die CPU jetzt isoliert war und man ihre Geschwindigkeit ohne Probleme erhöhen könnte, stieg die Arbeitsgeschwindigkeit der CPUs und des Speichers fortlaufend viel schneller an als die der Bussysteme, mit denen sie zusammenarbeiteten. Das Resultat war, dass die Busgeschwindigkeiten jetzt sehr viel langsamer waren, als für ein modernes System nötig, und die Maschinen hungerten nach Daten, weil sie viel schneller arbeiteten, als Daten hin und her transportiert werden konnten. Ein besonders typisches Beispiel für dieses Problem war, dass Videokarten sogar den neueren Bussystemen wie PCI schnell davonliefen. So wich man für Grafikkarten vom Bus-Konzept ab und führte einen exklusiven, deutlich schnelleren Anschluss (Port) für die Grafikkarte ein, den Accelerated Graphics Port (AGP). Der nächste Schritt und Stand der Technik Ende 2005 in dieser Entwicklung ist PEG, PCI Express for Graphics mit 16 Lanes.
Während dieser Periode fing auch eine zunehmende Anzahl von externen Geräten an, ihre eigenen Bussysteme einzusetzen. Als die Laufwerke zuerst eingeführt wurden, hat man sie mit einer Einsteckkarte an den Bus angeschlossen. Das ist der Grund, warum Computer so viele mit dem Bus verbundene Steckplätze (Slots) haben. In den 1980er und 1990er wurden deswegen neue Systeme wie SCSI und ATA eingeführt, und so blieben die meisten Slots in den modernen Systemen leer. Heute gibt es in einem typischen PC an die fünf unterschiedliche Bussysteme, um die verschiedenen Geräte zu betreiben.
Später ging man dazu über, das Konzept des lokalen Busses im Vergleich zum externen Bus zu bevorzugen. Ersteres bezieht sich auf Bussysteme, die entworfen wurden, um mit internen Geräten, wie Grafikkarten zu arbeiten, letzteres um externe Geräte wie Scanner anzuschließen. Diese Definition war immer ungenau: IDE ist der Verwendungsart nach ein externer Bus; er wird aber fast immer innerhalb des Computers zu finden sein.

### Dritte Generation
Busse der „dritten Generation“, wie HyperTransport und InfiniBand gewinnen zunehmend an Bedeutung. Sie zeichnen sich in der Regel durch sehr hohe Geschwindigkeiten aus, die benötigt werden, um Speicher und Videokarten zu unterstützen. Gleichzeitig ermöglichen sie auch niedrigere Geschwindigkeiten, um die Kommunikation mit langsameren Geräten, wie Laufwerken zu unterstützen. Diese Busse sind äußerst vielseitig und können sowohl intern in einem Computer verwendet werden als auch verschiedene Computer miteinander verbinden. Sie bieten flexible physische Anschlüsse und ermöglichen eine effiziente Datenübertragung.
Dieses kann zu komplizierten Problemen führen, wenn es darum geht, unterschiedliche Anfragen zu bedienen, was dazu führt, dass die Software im Vergleich zum eigentlichen Hardwaredesign in den Vordergrund rückt. Im Allgemeinen neigen die Busse der dritten Generation dazu, mehr wie ein Netzwerk als wie ein Bus (im traditionellen Verständnis) auszusehen, mit mehr Bedarf an Protokollinformationen als bei früheren Systemen, und der Möglichkeit, dass verschiedene Geräte den Bus gleichzeitig benutzen können.

## Bussysteme

Dieses Bild zeigt die prinzipielle Struktur eines parallelen Bussystems.

### Datenbus
Ein Datenbus überträgt Daten zwischen Komponenten innerhalb eines Computers oder zwischen verschiedenen Computern. Anders als bei einem Anschluss, bei dem ein Gerät mit einem anderen Gerät über eine oder mehrere Leitungen verbunden ist, kann ein Bus mehrere Peripheriegeräte über den gleichen Satz von Leitungen miteinander verbinden. Im Gegensatz zum Adressbus oder Steuerbus ist der Datenbus bidirektional (wenn man vom Adressbus bei DMA-Betrieb absieht).
Die Bezeichnungen 4-Bit-, 8-Bit-, 16-Bit-, 32-Bit- oder 64-Bit-CPU bezeichnen in der Regel die Breite des internen Datenpfades einer solchen CPU, die normalerweise mit der (Allzweck-)Register- und Verarbeitungsbreite der ALU übereinstimmt. Zumeist ist der interne Datenpfad genauso breit wie der externe Datenbus. Eine Ausnahme ist beispielsweise die Intel-CPU i8088. Hier ist der interne Datenpfad 16 Bit breit, während der externe Datenbus lediglich 8 Bit breit ist. Auf Grafikkarten finden sich auch noch höhere Busbreiten, um die Verarbeitungsgeschwindigkeit zu steigern.
Die Bezeichnung als Datenbus wird in mehrfachem Zusammenhang verwendet:
- mit Betonung auf Daten: zur Abgrenzung gegenüber gemeinsamen Anschlüssen, wie der Stromversorgung
- mit Betonung auf Bus: zur Unterscheidung der Topologie, wie z. B. direkten Punkt-zu-Punkt-Verbindungen
- bei parallelen Bussen: zur Unterscheidung von Adress- oder Steuerleitungen

### Adressbus
Ein Adressbus ist im Gegensatz zum Datenbus ein Bus, der nur Speicheradressen überträgt. Die Busbreite, also die Anzahl der Verbindungsleitungen, bestimmt dabei, wie viel Speicher direkt adressiert werden kann. Wenn ein Adressbus n Adressleitungen hat, können {\displaystyle 2^{n}} Speicherstellen direkt adressiert werden. Bei einem Bus mit 32 Adressleitungen können also {\displaystyle \textstyle 2^{32}=4\,294\,967\,296} Byte (eine Speicherzelle = 8 Bit) = 4 Gibibyte (GiB) angesprochen werden. Bei einem 64-Bit-Adressbus können sogar {\displaystyle \textstyle 2^{64}=18\,446\,744\,073\,709\,551\,616} Byte = 16 Exbibyte (EiB) angesprochen werden. In der Regel ist der Adressbus einer 64-Bit-Architektur physisch nicht in dieser Breite ausgeführt (s. o. bei Multiplexing). Die Angabe 64-Bit-Bus bezieht sich eher auf die Breite des Datenbusses. Allerdings kann ein 64-Bit-Datum als Adresse einer anderen Speicherstelle aufgefasst werden (indirekte Adressierung).
Dieser Bus ist unidirektional und wird vom jeweiligen Busmaster (s. a. oben) angesteuert. Letzterer ist meistens die CPU, aber vor allem DMA-fähige Bausteine können diesen Bus auch übernehmen, wenn sie aktiv werden. Bei 8- und 16-Bit-Prozessorarchitekturen ist der Adressbus oft breiter als die Architekturbreite (Beispiel: 80286: 16-Bit-Architektur mit 24-Bit-Adressbus), auch 32-Bit-Architekturen besitzen mitunter einen breiteren Adressbus. Bei 64-Bit-Architekturen ist der Adressbus meistens kleiner (44–52 Bit) als die Architekturbreite.

### Steuerbus (Kontrollbus)
Der Steuerbus (unidirektional) ist ein Teil des Bussystems (bidirektional), welcher die Steuerung (englisch control) des Bussystems bewerkstelligt. Hierzu zählen unter anderem die Leitungen für die Lese-/Schreib-Steuerung (Richtung auf dem Datenbus), Interrupt-Steuerung, Buszugriffssteuerung, der Taktung (falls ein Bustakt erforderlich ist), Reset- und Statusleitungen. Welche der Leitungen in einem Bus eingesetzt sind, ist von der Art und Struktur des Busses abhängig.
In Multi-Master-Systemen, in denen mehr als ein Subsystem die Buskontrolle übernehmen kann, ist ein Arbiter als Entscheidungsinstanz erforderlich.

### CPU-interner Bus
Der interne CPU-Bus (englisch: internal CPU bus) dient zur Kommunikation der internen Einheiten des Prozessors (zwischen Leitwerk, Rechenwerk und deren Registern), gegebenenfalls auch mit dem L1-Cache.

### CPU-externer Bus
Der externe CPU-Bus (englisch: external CPU bus) verbindet Prozessor(en), (L2-)Cache, Arbeitsspeicher und Peripheriebus-Schnittstelle, auch Front Side Bus (FSB) genannt, oder alternativ nur mit dem Chipsatz (oder dessen Northbridge), wo jene externen Elemente angeschlossen sind.

### Rechner-interne Busse
Diese Busse verbinden Komponenten innerhalb eines Rechners, also zum Beispiel die CPU mit der Grafikkarte und mit diversen Ein-/Ausgabe-Komponenten.

### Rechner-externe Busse
Diese Busse verbinden den Rechner mit externen Peripheriegeräten. Es sind hier nur solche Schnittstellen gemeint, die wirklich Bus-Charakter aufweisen, also den Anschluss von mehreren externen Geräten gleichzeitig erlauben, beispielsweise der SCSI-Bus.

## Anwendungsbereiche
Bussysteme finden Anwendung insbesondere innerhalb von Computern und zur Verbindung von Computern mit Peripheriegeräten, aber auch in der Ansteuerung von Maschinen (Feldbusse).
In Automobilen werden Bussysteme, z. B. der CAN-Bus, zur Verbindung der einzelnen elektronischen Steuergeräte eines Fahrzeugs genutzt. Durch diese Maßnahme soll die Ausfall- und Störsicherheit erhöht werden. Zudem können weitere elektronische Systeme leichter integriert werden und das Updaten neuer Software gestaltet sich einfacher. Ein Bussystem macht es außerdem möglich, ein Fahrzeug zum „Mobile Office“ umzuwandeln.
Immer häufiger werden Bussysteme auch in der Gebäudetechnik verwendet, z. B. der Europäische Installationsbus (EIB). Mithilfe des Bussystems ist die Steuerung von Beleuchtung, Fenster- und Türüberwachung, Heizungen, Klimageräten und anderer Geräte eines Gebäudes möglich. Der Einbau eines Bussystems sollte möglichst bereits bei der Gebäudeplanung berücksichtigt werden, da das System, vor allem die notwendigen Kabel und Leitungen, viel Platz benötigt. Ein nachträglicher Einbau könnte mit erheblichen baulichen Maßnahmen verbunden sein.
Seit Mitte der 1990er-Jahre sind Bussysteme auch in der Gebäude- und Türkommunikation zunehmend verbreitet. Diese Systeme operieren meist unabhängig von der restlichen Gebäudeautomation und sind somit häufig auch in Wohnhäusern mit niedrigerem Ausbaustandard zu finden. Vorteile gegenüber konventionellen Türsprechstellen sind der bedeutend kleinere Verdrahtungs- und Installationsaufwand, vereinfachte Störungssuche und einfache Erweiterbarkeit des gesamten Systems. Bestehende konventionelle Systeme lassen sich einfach umrüsten.
In Industrieanlagen werden Feldbusse benutzt.